# Ronald Araújo
Ronald Federico Araújo da Silva (ur. 7 marca 1999 w Riverze) – urugwajski piłkarz, występujący na pozycji obrońcy w hiszpańskim klubie FC Barcelona oraz w reprezentacji Urugwaju. Brązowy medalista Copa América 2024.

## Kariera klubowa
Urodzony na Riverze, Araújo dołączył do młodzieżówek Club Atlético Rentistas z rodzinnego Huracán de Rivera. Seniorski debiut zaliczył 24 września 2016 w wygranym 1:0 meczu przeciwko Tacuarembó FC rozgrywanym w ramach Segunda División.
Araújo strzelił swoją pierwszą seniorską bramkę 9 grudnia 2016 w meczu z Central Español. W sezonie 2017 stał się podstawowym graczem drużyny i strzelił hat tricka w wygranym 3:2 meczu z CSD Villa Española 17 czerwca tego samego roku.
28 lipca 2017, Araújo dołączył do występującego w Primera División Boston River. Debiut w lidze zaliczył 18 września, zmieniając Maximiliano Sigalesa w meczu przeciwko El Tanque Sisley.
29 sierpnia 2018 został piłkarzem FC Barcelony B.
6 października 2019 w meczu Primera División z Sevillą FC (4:0) zadebiutował w pierwszej drużynie FC Barcelony. Pierwszą bramkę dla klubu zdobył 19 grudnia 2020 w zremisowanym 2:2 spotkaniu z Valencią. 23 lutego 2023 w przegranym 1:2 meczu Ligi Europy UEFA z Manchesterem United rozegrał 100. spotkanie w barwach Barcelony.

## Kariera reprezentacyjna
Araújo występował w młodzieżowych reprezentacjach Urugwaju do U-18 oraz U-20. 13 października 2020 zadebiutował w seniorskiej reprezentacji Urugwaju w przegranym 2:4 meczu z Ekwadorem w eliminacjach do MŚ 2022.
14 lipca 2024 roku wraz z reprezentacją Urugwaju zdobył brązowy medal na Copa América 2024.

## Statystyki

### Klubowe
(aktualne na 25 maja 2025)
| Klub               | Sezon              | Liga                      | Liga  | Liga   | Puchar kraju | Puchar kraju | Kontynentalne | Kontynentalne | Inne  | Inne   | Suma  | Suma   |
| Klub               | Sezon              | Liga                      | Mecze | Bramki | Mecze        | Bramki       | Mecze         | Bramki        | Mecze | Bramki | Mecze | Bramki |
| ------------------ | ------------------ | ------------------------- | ----- | ------ | ------------ | ------------ | ------------- | ------------- | ----- | ------ | ----- | ------ |
| CA Rentistas       | 2016               | Segunda División Uruguaya | 3     | 1      | –            | –            | –             | –             | -     | -      | 3     | 1      |
| CA Rentistas       | 2017               | Segunda División Uruguaya | 14    | 6      | –            | –            | –             | –             | –     | –      | 14    | 6      |
| CA Rentistas       | Ogólnie            | Ogólnie                   | 17    | 7      | 0            | 0            | 0             | 0             | 0     | 0      | 17    | 7      |
| CA Boston River    | 2017               | Primera División Uruguaya | 9     | 0      | –            | –            | –             | –             | –     | –      | 9     | 0      |
| CA Boston River    | 2018               | Primera División Uruguaya | 18    | 0      | –            | –            | 4             | 0             | –     | –      | 22    | 0      |
| CA Boston River    | Ogólnie            | Ogólnie                   | 27    | 0      | 0            | 0            | 4             | 0             | 0     | 0      | 31    | 0      |
| FC Barcelona B     | 2018/2019          | Segunda División B        | 22    | 3      | –            | –            | –             | –             | –     | –      | 22    | 3      |
| FC Barcelona B     | 2019/2020          | Segunda División B        | 20    | 3      | –            | –            | –             | –             | 2     | 0      | 22    | 3      |
| FC Barcelona B     | Ogólnie            | Ogólnie                   | 42    | 6      | 0            | 0            | 0             | 0             | 2     | 0      | 44    | 6      |
| FC Barcelona       | 2019/2020          | Primera División          | 6     | 0      | 0            | 0            | 0             | 0             | 0     | 0      | 6     | 0      |
| FC Barcelona       | 2020/2021          | Primera División          | 24    | 2      | 4            | 0            | 3             | 0             | 2     | 0      | 33    | 2      |
| FC Barcelona       | 2021/2022          | Primera División          | 30    | 4      | 2            | 0            | 10            | 0             | 1     | 0      | 43    | 4      |
| FC Barcelona       | 2022/2023          | Primera División          | 22    | 0      | 4            | 1            | 3             | 0             | 2     | 0      | 31    | 1      |
| FC Barcelona       | 2023/2024          | Primera División          | 25    | 1      | 2            | 0            | 8             | 0             | 2     | 0      | 37    | 1      |
| FC Barcelona       | 2024/2025          | Primera División          | 12    | 1      | 4            | 0            | 8             | 1             | 1     | 0      | 25    | 2      |
| FC Barcelona       | Ogólnie            | Ogólnie                   | 119   | 8      | 16           | 1            | 32            | 1             | 8     | 0      | 175   | 10     |
| Ogólnie w karierze | Ogólnie w karierze | Ogólnie w karierze        | 205   | 21     | 16           | 1            | 36            | 1             | 10    | 0      | 267   | 23     |

### Reprezentacyjne
(aktualne na 15 października 2024)
| Reprezentacja | Rok     | Mecze | Bramki |
| ------------- | ------- | ----- | ------ |
| Urugwaj       |         |       |        |
| 2020          | 1       | 0     |        |
| 2021          | 4       | 0     |        |
| 2022          | 7       | 0     |        |
| 2023          | 4       | 1     |        |
| 2024          | 4       | 0     |        |
| Ogólnie       | Ogólnie | 20    | 1      |

## Sukcesy

### FC Barcelona
- Mistrzostwo Hiszpanii: 2022/2023, 2024/2025
- Puchar Króla: 2020/2021, 2024/2025
- Superpuchar Hiszpanii: 2022/2023, 2024/2025